# Canny-sur-Thérain
Canny-sur-Thérain là một xã thuộc tỉnh Oise trong vùng Hauts-de-France tây bắc nước Pháp. Xã này nằm ở khu vực có độ cao trung bình 164 mét trên mực nước biển.